# 安那獸孔獸屬

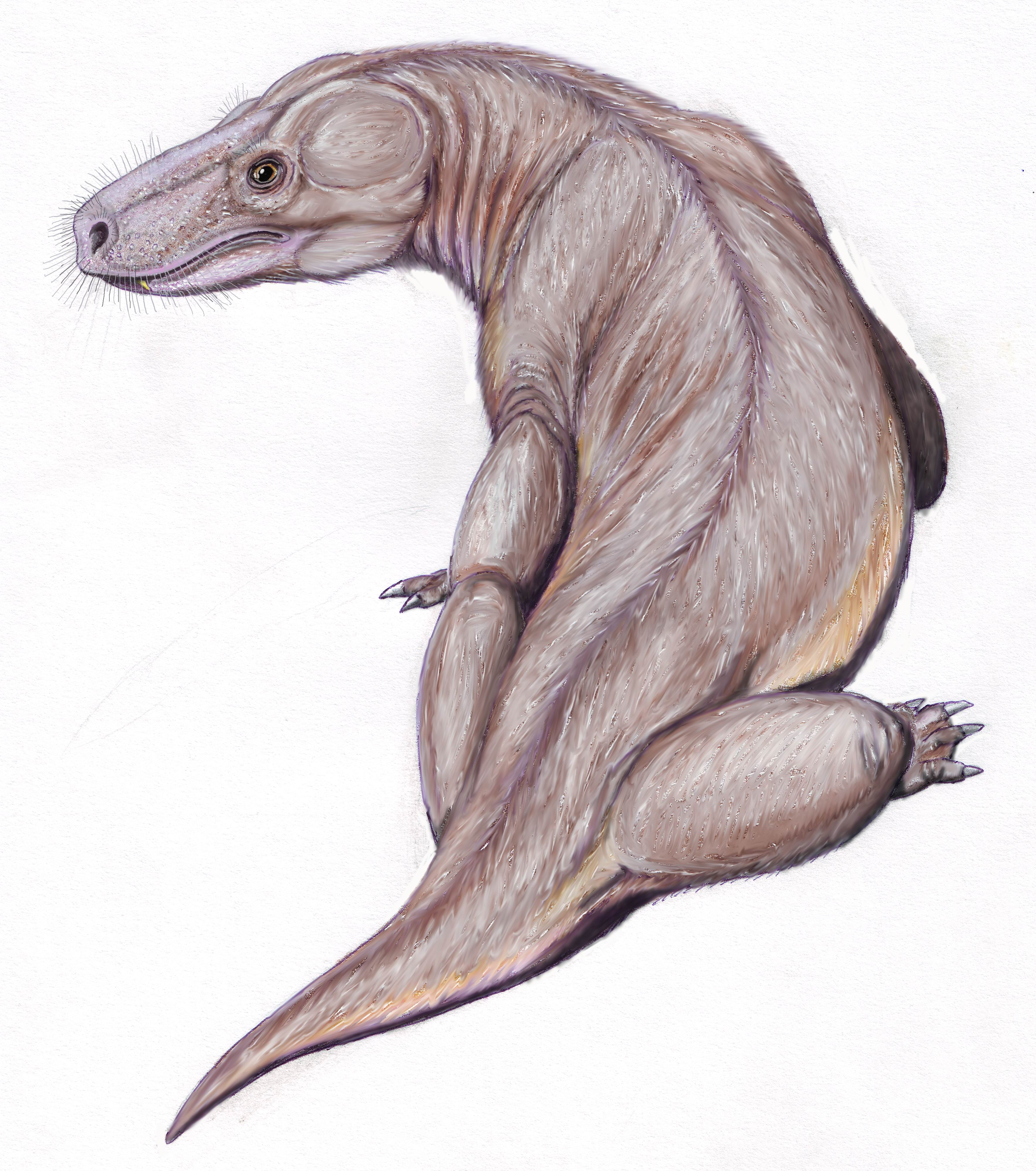
安那獸孔獸的想像圖

安那獸孔獸屬（學名：Annatherapsidus）是已滅絕合弓綱的一屬，屬於獸孔目的獸頭亞目，化石發現於俄羅斯的阿爾漢格爾斯克州，生存年代為二疊紀晚期。頭顱骨長而低矮，長度約25公分。
模式種是A. petri，最初被V.P. Amalitskim命名為Anna petri，以科學家Anna Petrovny為名。在1961年，改成現名Annatherapsidus petri。